# Макатский район
Макатский район (каз. Мақат ауданы) — район в центре Атырауской области Казахстана. Административный центр — посёлок Макат.

## География
Территория района равна 4,9 тыс.кв.км. Рельеф территории — равнинный. Территорию Макатского района пересекает река Сагиз. На территории района находится нефтяное месторождение Макат.

## История
Образован указом Президиума Верховного Совета Казахской ССР от 31 января 1966 года с центром в городском посёлке Доссор. В район были включены посёлки Байчунас, Доссор, Искининский, Комсомольский, Кошкар, Макат и Сагиз. Село Байгетобе появился в 2013 году путём выделения из состава посёлка Макат.

## Административно-территориальное деление
Административно-территориальное деление района по состоянию на 2023 год:
| Сельский округ                      | Населённые пункты           |
| ----------------------------------- | --------------------------- |
| Макатская поселковая администрация  | поселок Макат               |
| Байгетобинский сельский округ       | село Байгетобе, село Ескене |
| Доссорская поселковая администрация | поселок Доссор              |

## Бывшие населённые пункты
- посёлок Сагыз
- село Байчунас
- село Искене
- село Комсомол
- село Кошкар
- село Сасик-Узек[6]

## Почётные граждане
- Саламат Мукашевич Мукашев
- Нурпеис Махашевич Махашев
- Жибек Бергалиевна Сегизалиева
- Равиль Тажигариевич Чердабаев
- Магауия Тажигариевич Чердабаев
- Ибрагим Акдрашев[7]
- Нуржигитов Туркбенбай[8]
- Жаксыбеков Ануар Еркинович[9]